# Sophora macrocarpa
Sophora macrocarpa là một loài thực vật có hoa trong họ Đậu. Loài này được Sm. miêu tả khoa học đầu tiên năm 1819.

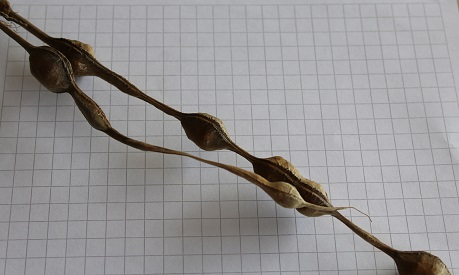